# Features from Accelerated Segment Test
Features from Accelerated Segment Test (FAST), que l'on peut traduire par caractéristiques issues de tests accélérés de segments, est un algorithme de détection de caractéristique et un descripteur, présenté par des chercheurs de l'université de Cambridge pour la première fois en 2006. Il est utilisé dans le domaine de vision par ordinateur, pour des tâches de détection d'objet ou de reconstruction 3D.
L'algorithme fonctionne en deux étapes : dans la première étape, un test de segment basé sur les luminosités relatives est appliqué à chaque pixel de l'image traitée ; la deuxième étape permet d'affiner et de limiter les résultats par la méthode dite de non-maximum suppression.